# جاده ۹۰ (ایران)
جاده ۹۰، یا جاده میناب  به پیشین جاده‌ای اصلی در ایران محسوب می‌شود. این جاده میناب در هرمزگان را به پایانه مرزی گذرگاه مرزی پیشین در استان سیستان و بلوچستان پیوند می‌دهد.